# Ахалкалакський муніципалітет
Ахалкала́кський муніципаліте́т (груз. ახალქალაქის მუნიციპალიტეტი) — муніципалітет у Грузії, що входить до краю Самцхе-Джавахеті. Центр — Ахалкалакі. Більшість населення складають вірмени.

## Географія
Ахалкалакський муніципалітет знаходиться на Ахалкалакському плато Джавахетсько-Вірменського нагір'я, на правому березі притоки Кури — річки Паравані.

## Історія
Територія Ахалкалакського муніципалітету була частиною царства Тао-Кларджеті, пізніше була захоплена Османською імперією. Після 1828 року стало масово заселятися турецькими вірменами-католиками.
У XX столітті околиці Ахалкалакі було спірним районом, на який довгий час претендувала Вірменія. На приєднання цих місць Вірменія розраховувала і в 1918 році, коли починала вірмено-грузинську війну, однак вірменське населення району не підтримало вірменську армію, яка вступила до району та незабаром покинула його.
Частково збереглася фортеця Абулі.

## Населення
Етнічний склад населення муніципалітету згідно з Переписом населення Грузії 2014 року:
| етнічна група | кількість осіб | частка щодо всього населення |
| ------------- | -------------- | ---------------------------- |
| вірмени       | 41 870         | 92,90 %                      |
| грузини       | 3 085          | 6,84 %                       |
| росіяни       | 54             | 0,12 %                       |
| греки         | 41             | 0,09 %                       |
| українці      | 5              | 0,01 %                       |
| осетини       | 2              | 0,004 %                      |
| абхази        | 1              | 0,002 %                      |
| Всього        | 45 070         | 100,00 %                     |

У 1829—1830 роках вірмени з Ардаганского та Хнусского повітів Ерзерумського вілайта переселилися в околицю Ахалкалакі і тут заснували приблизно 50 сіл.